# زعبلاوي

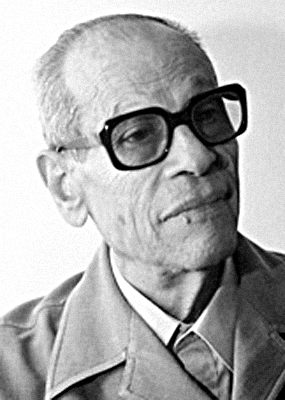
نجيب محفوظ

زعبلاوي هي قصة رمزية من تأليف الكاتب المصري نجيب محفوظ الحائز على جائزة نوبل للأدب عام 1988، نشرت لأول مرة عام 1961 واعيد نشرها ضمن مجموعة «دنيا الله» القصصية عام 1972 تأثرت بعض كتابات محفوظ بالفلسفة الادبية التي اتاحت له طرح قضايا تمس القيود والأعراف واحيانا التمرد على الضوابط وهو ما يسبب للأدباء والفلاسفة عامة متاعب كثيرة فقد ورد على لسان محفوظ وهو يتحدث عن مرحلته الدراسية المتأخرة:«كانت العلاقة بيني وبين الشيخ عجاج (مدرس البيان) ودية للغاية وكان من المعجبين بإسلوبي في الكتابة. كما كان يعتبر موضوعاتي في الإنشاء نماذج تحتذى للتلاميذ. وكان يعكر صفو هذه العلاقة أحيانا بعض الأفكار التي أضمنها هذه الموضوعات ويعتبرها الشيخ مساسا بالدين. ففي تلك الفترة كانت نظرتي للدين تتسم ببعض التحرر، ولكني أؤكد أنها كانت نظرة تحررية وليست كافرة. كنت مثلا أكتب موضوعا عن عظماء التاريخ وأضع بينهم محمد(ص) فكان الشيخ عجاج يعتبر هذا مساسا بقدر النبي وإنزال من شأنه»
و تحتوي قصة زعبلاوي على الطابع الصوفي نسبيا، فقد ذكر محفوظ تعلقه في الافكار الصوفية قائلا: «عندما وضعت لنفسي برنامجا للتثقيف الذاتي في بداية حياتي. كان جزء كبير من هذا البرنامج يتعلق بدراسة الديانات الكبرى وتاريخ الحضارة استغرقني الكتابات الصوفية والإسلامية. ورغم أني لا أومن بأفكار الصوفية ومعتقداتهم كما يؤمن بها المتصوفون، فإنني وجدت في قراءة كتبهم وتأملها راحة عقلية ونفسية كبيرة. جذبتني في الصوفية فكرة السمو الروحي. وفي المقابل لم أقتنع بفكرة رفض الدنيا. فلا أتصور مذهبا دينيا يرفض الدنيا أبدا.»
وتعتبر قصة زعبلاوي قصة رحلة معكوسة في مدارج المعرفة. البحث عن زعبلاوي قد تم في طريق انحداري من أعلى أشكال المعرفة إلى أدناها، ومن أحدثها إلى أقدمها: أي من العلم إلى الفن إلى الحدس الصوفي، ولا يستطيع أحد أن يقول إن الخيبة التامة كانت هي ثمرة هذه الرحلة المعكوسة. ولكن لا يستطيع أحد أن يقول إن ثمة ظمأ قد رُوِيَ أو جوعا قد أشبع. كل ما هنالك أن وجود الزعبلاوي قد أمسى في خاتمة الرحلة بحكم المؤكد ولكن لم يتأكد إلا ليتأكد معه تعذر لقائه والوصول إليه.

## القصة
تبدأ القصة في وسط الحدث مع الراوي مجهول الشخصية وحاجته لشيخ يدعى زعبلاوي قد عرفه في طفولته عن طريق أغنية وكعادة الأطفال سأل أباه من هو زعبلاوي؟ فرد أبيه «أنه ولي صادق من اولياء الله، وشيال الهموم والمتاعب»
ثم يذكر الراوي سبب بحثه عن الشيخ زعبلاوي وهو أنه يعاني من داء لا دواء له فذهب لبيت الشيخ قمر بخان جعفر الذي كان صديق لأبيه قبل أن يتوفاه الله، يذكر الراوي انه وجد امرأة حسناء تفوح منها رائحة العطر تخرج من بيت الشيخ قمر وذكر أيضا ان الشيخ يرتدي بذلة عصرية ويبدو انه ثري، بعد أن عرف الروائي عن نفسه للشيخ سأله عن الشيخ زعبلاوي فرد عليه الشيخ قمر انه بالكاد يذكره ثم قال انه يعيش في مكان يدعى ربع البرجاوي في الأزهر.
ذهب الروائي يبحث عن زعبلاوي في المكان المنشود، يسأل الناس والمتاجر في الأحياء عن زعبلاوي واتضح له ان عدد وافرا لم يسمع عنه قط، وآخرين ذكروا الايام الجميلة التي قضوها مع زعبلاوي في الماضي والبعض سخر منه ونعتوه بالدجال ونصحوه بالذهاب إلى الطبيب ولكن يعلق الراوي قائلا بأنه قد ذهب بالفعل ولم تكن هنالك أي نتيجة، عاد الراوي إلى منزله فاقدا الأمل وبمرور الأيام اشتد الألم فقرر أن يذهب إلى شيخ الحي ويسأله، وبالفعل قد ذهب وسأله عنه فأجابه الشيخ أن زعبلاوي على قيد الحياة لكن لا مسكن له وانه قد يصادفه بالصدفة وربما يقضي أيام وأشهر باحثا عنه دون جدوى، رسم الشيخ خريطة للمكان بأدق التفاصيل وقدمها للراوي ليسهل عليه البحث عن زعبلاوي.
أكمل الراوي مسيرته في البحث من متجر إلى حي إلى مسجد إلى أن قيل له ان يذهب إلى خطاط يدعى حسنين يقيم في أم الغلام وبالفعل قد ذهب الراوي إلى متجر الخطاط حسنين فوجده محاطا باللوحات ينقش اسم الله في منتصف لوحة، سأله الراوي عن زعبلاوي وكان رد حسنين أنه من الصعب اللقاء بزعبلاوي ولذلك لأنه يظهر دون موعد وينقطع عن الظهور فجأة وذكر أيضا انه قد ألهمه في لوحاته، غادر الراوي فاقدا الأمل يسأل العامة عن زعبلاوي إلى ان وجد ملحن موسيقي وقيل انه قد قضى وقت مع زعبلاوي، راح الراوي يسأل الموسيقي عن زعبلاوي فأجابه الموسيقي انه يعرفه بالفعل وانه قد قضى الليالي معه وان زعبلاوي قد الهمة في تلحين وتأليف اعظم المقطوعات الموسيقية، وأنهى كلامه بأن هنالك شخص يدعى ونس الدمنهوري يقضي وقته في حانة داخل فندق قد يعرف أين هو زعبلاوي.
ذهب الراوي إلى الحانة ليجد الحاج ونس جالسا على طاولة وحيدا يحتسي الخمر تحدث اليه الراوي ولكنه قاطعه قائلا «اجلس اولا واسكر ثانيا» ثم حاول الراوي ان يوضح له انه لا يشرب الخمر ولكن الحاج ونس لم يكترث وقال له «هذا شأنك وهذا شرطي» فشرب الراوي الكأس الأول والثاني فنسي سبب قدومه إلى ان انهى الكأس الرابع فمر الوقت وغط في نوم عميق وذكر انه حلم بأجمل حلم قد رآه في حياته، وانه كان في مكان مليء بالأشجار والموسيقى المتناغمة وانه يشعر براحة البال والسلام في داخله والطمأنينة، سرعان ما أفاق وجد رأسه مبلل بالماء فسأل الحاج ونس عن ما حدث فأجابه أن صديقه الشيخ زعبلاوي كان يجلس بجانبك يسكب الماء برفق على رأسك على امل ان تستيقظ. فرد الراوي في حالة من الهلع «زعبلاوي؟ اين هو؟ ما جئتك إلا لألقاه» ثم جرى باحثا ينده اسم زعبلاوي في كل زاوية لكن بلا جدوى ولكنه شعر بالراحة لبعض الوقت لأنه تأكد ان زعبلاوي موجود.
عاد الراوي في اليوم التالي إلى الحانة على أمل أن يلتقي بزعبلاوي ولكن لم يحالفه الحظ وتنتهي القصة والراوي ما زال يبحث عن زعبلاوي وكل ما أحس بخيبة امل يتذكر الامه ويفكر في زعبلاوي ليتابع مسيرته في البحث عنه.

## الخلفيات

### البحث
أحد أهم المواضيع الرئيسية التي تطرحها القصة هو موضوع مسيرة البحث، فنحن نرى منذ بداية القصة أن الراوي ليس لديه أي وجهه محددة ذات معنى واضح أو طريق ذو نهاية محددة فهو في حلقة بحث متواصلة لا متناهية وهذا ما سبب له الداء الذي لا يشفيه دواء وما يشفيه هو لقاء زعبلاوي وانهاء مسيرة البحث فهذا الداء الذي يعاني منه الراوي ليس داء جسدي بل نفسي وسيكولوجي فالراوي يبحث طيلة القصة وحيدا دون أي رفيق أو صديق وهذه إشارة إلى إسلام، فالمؤمن لا يملك قص ليعترف له بالمعاصي التي قام بها ويكفر عن ذنوبه بل صلته مع الله مباشرة دون أي وسيط وعدم معرفة شخصية الراوي أو أي تفاصيل عنه هو رمزي أيضا فهو يمثل كل الناس.

### الفلسفة الوجودية
طرحت القصة قضية الوجود الإنساني والمغزى منه، والبحث عن هدف للحياة، بالمقارنة مع رواية «في انتظار غودو» للكاتب الايرلندي صمويل بيكيت فأن زعبلاوي تشير إلى الفكرة ذاتها، وهي الانتظار والبحث الدائم عن فكرة قد تكون روحانية أو وجودية وفي النهاية لا تظهر هذه الفكرة مما يسبب للإنسان الباحث خيبة الأمل والألم واليأس، وقضية البحث هذه ليست جديدة في تاريخ الإنسان بل انها إحدى أهم القضايا التي سعى الإنسان لحد لغزها، وهذا ما يحدث فعلاً في القصة فالألم الذي يعاني منه الراوي هو الم رمزي بحد ذاته وقد يشير به محفوظ إلى النقص الداخلي الذي يشعر به الإنسان والشعور بأن الوجود ليس له معنى والبحث عن السلام الداخلي ومعنى الحياة هو الدواء لهذا الداء ولكن في النهاية رحلة البحث تنتهي بالانتظار بلا نتيجة.

### النقد الاجتماعي
انتقد محفوظ المجتمع وذلك بذكر أشخاص ذوي أسماء مصرية شعبية وذوي مهن حقاً موجودة، فبدأ انتقاده في الشيخ قمر أولاً الذي يعمل في المحاماة الشرعية ويذكر الراوي ان هنالك امرأة حسناء اسكرته برائحة عطرها تخرج من مكتب الشيخ قمر، هنا النقد يشمل الشيخ الذي يستعمل الدين ليشبع شهواته عوضاً عن كبتها وأيضًَا الفتاة التي تستغل ضعف عدم قدرة التحكم بالغريزة عند الرجل، وذكر أيضًَا أن الشيخ كان يرتدي بذلة عصرية ويدخن السيجار جالساً على مقعد جلدي فاخر ويمتلك سجادة غزيرة، مما يدل أن الشيخ يستخدم الدين أيضًَا ليكسب المال وهذا حقاً موجود في المجتمعات العربية، وعندما سأله الراوي عن زعبلاوي قال انه بالكاد يتذكره وهذا يشير ان الشيخ لا يكترث ل الله أو فكرة الوجود بل انسته ملذات الحياة هذه الأمور. ثم ينتقل محفوظ إلى التحدث عن فئة أخرى من الشعب وهي البائعين، فيذكر أنه ذهب لبائع كتب يمتلك متجر صغير يبيع الكتب الدينية الصوفية وكذلك الحال يذكر البائع انه عرف زعبلاوي منذ زمن طويل ولا يعرف عنه شيء الآن، ثم ينتقل مجددا إلى عامة الناس في الأحياء فيجد نسبة كبيرة لم تسمع عن زعبلاوي قط ومنهم من سخر منه، تابع محفوظ ذكر فئات مختلفة من المجتمع التي عرفت زعبلاوي في الماضي مثل صاحب متجر البقالة وحسنين الخطاط الذي ألهمه زعبلاوي في لوحاته الفنية والموسيقي الذي قد قضى ليالي في استضافة زعبلاوي في بيته ملحناً أجمل المقطوعات الموسيقية المستوحاة من بركات زعبلاوي وينتهي الحال بذكر الشخص الصوفي صاحب الكأس الذي يجلس وحيداً طوال الوقت فهو أيضًَا عرف زعبلاوي وكان يجلس معه جلسات طويلة.

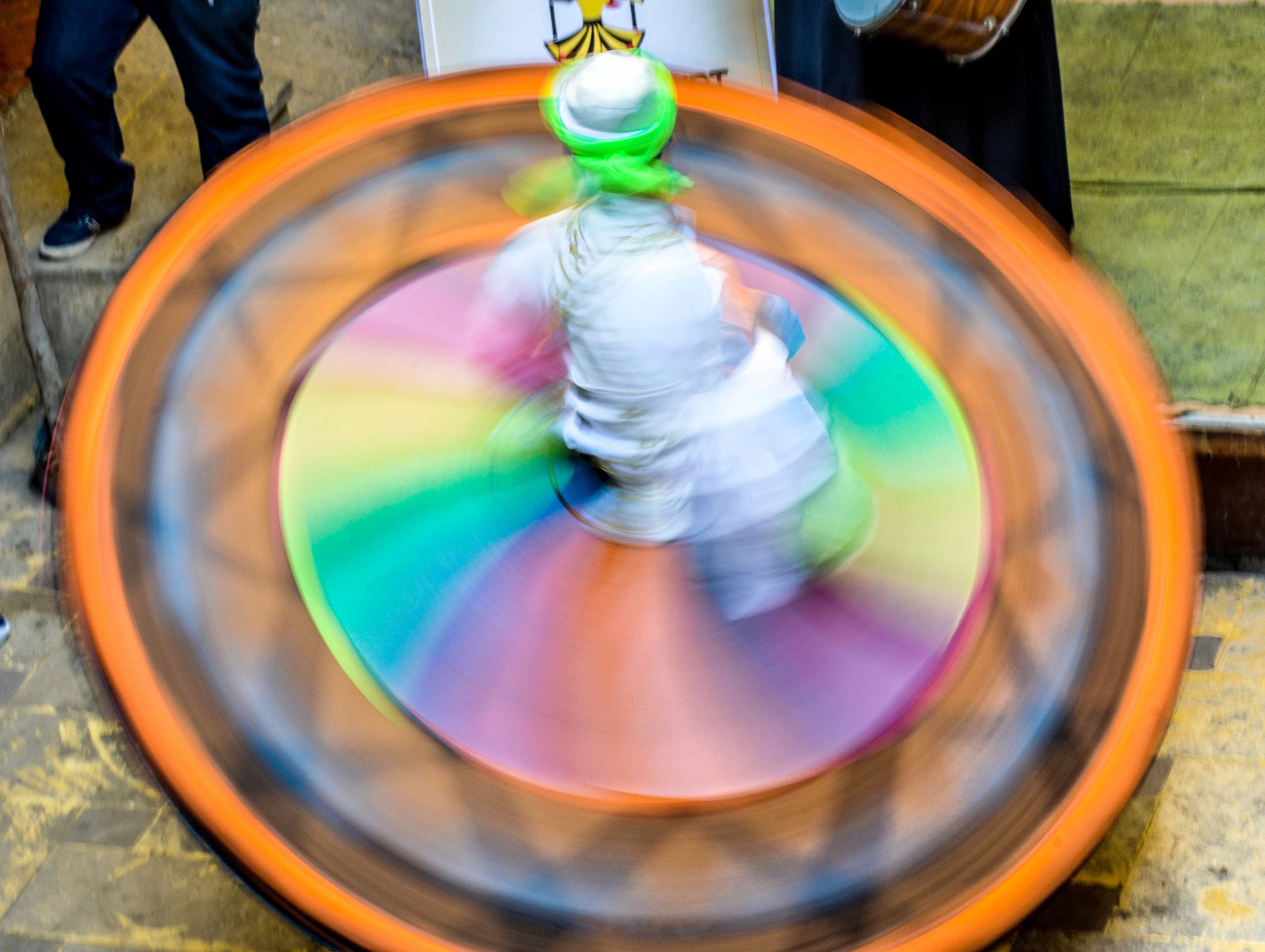

### الصوفية
يشرح ويليام تشيتيك، أبرز علماء التصوف الإسلامي في الغرب، مكان التصوف في الإسلام: باختصار، أصبح العلماء المسلمون الذين ركزوا طاقاتهم على فهم المبادئ التوجيهية المعيارية للجسم معروفين باسم الفقهاء، الذين رأوا أن المهمة الأكثر أهمية كانت تدريب العقل على تحقيق الفهم الصحيح، تم تقسيمها إلى ثلاث مدارس فكرية رئيسية - اللاهوت والفلسفة والصوفية.... معظم المسلمين الذين كرسوا جهودهم الرئيسية لتطوير الأبعاد الروحية للإنسان أصبحوا يعرفون باسم الصوفيين. لقد علموا أنه يجب على الناس تحقيق نواياهم وحبهم وإخلاصهم للإرادة الإلهية. الصوفي هو الشخص الذي يسعى إلى أو يتقن الأنا لديه وحقق حالة أعلى من الوعي والوحدة مع الله. هدف المسار الصوفي هو اندماج قطرة الماء (الذات الفردية) مع محيط الوجود من أين جاء. يشجع هذا المسار الروحي (الطريقة) المرء على القيام بهذا أو إجراء هذا الانتقال بوعي بينما لا يزال في الجسم. النظرية الصوفية المركزية هي وحدة الوجود، وحدة الوجود، أو وحدانية الوجود. هذا يلخص السعي الصوفي ليس فقط السعي إلى الاتحاد مع الكائن الإلهي، ولكن إدراك الحقيقة أن الصوفي هو واحد مع الإلهي. لتعليم ذلك، استخدم الشعراء الصوفيون صور الحبيب وأحبوه في شعر الحب أو الرومانسيات. وفقًا للحجويري، أول صوفي في الهند، «من ينقى بالحب نقي، ومن يمتصه الحبيب ويتخلى عن كل شيء آخر فهو صوفي».

## مواضيع أخرى تتضمنها القصة
الهجوم على المؤسسات الدينية المتحجرة؛ يبدو أن هناك شخصيات معينة فقط مثل الفنانين (الموسيقار والخطاط والسكر) على اتصال بالحقيقة التي يرمز إليها الزعبلاوي.
قصة رمزية تلمح إلى الأهمية الإنسانية المحتملة للدين ورموزه المفترضة المتعالية؛ محاولة لإعادة تعريف الله من الناحية الإنسانية والاجتماعية والأرضية.
من وجهة نظر محفوظ، فإن أولئك الذين يسعون فقط لتحقيق مكاسب شخصية وربح نائية عن الحقيقة والوفاء الحقيقي؛ لا يمكن أن تأتي سعادة الفرد إلا من خلال المشاركة الاجتماعية والتواصل مع الآخرين، ودمج الذات في جماعة بشرية متناغمة.
من خلال منح جائزة نوبل للآداب إلى محفوظ، لاحظت الأكاديمية السويدية للحروف أنه «من خلال الأعمال الغنية بالفروق الدقيقة - أصبحت الآن واقعية بشكل واضح، أصبحت غامضة الآن - [محفوظ] شكلت فنًا روائيًا عربيًا ينطبق على البشرية جمعاء».

## تعليق على الرواية
وفقًا لجون سي هاولي، "في تقدم كتبه العديدة، فإن إيمان محفوظ بالعقلانية يضعف تدريجيًا، وهو يصور الجوع الأبدي لله (يكذب تحت الميل نحو استيعاب الآلهة الزائفة)" وبالمثل، فإن السعي البائس للشيخ زعبلاوي يائسًا هو رمز لسعي الإنسان المعاصر للبحث عن الله في عالم فاسد، حيث استسلمت الإنسانية للمادية منذ زمن بعيد. يقرأ تعريف رشيد العناني لموقف محفوظ تجاه الدين والله على النحو التالي: "... يبدو أن مجمل عمل [محفوظ] ينقل [...] رفضًا لجميع أشكال الدين المؤسسي مع الإيمان بالفكرة المجردة من الله - نسخة من الإله " في الواقع، فإن المشهد الذي يصور تحقيق بطل الرواية عن بائع الكتب أمام مقر بيرجاوي الذي كان يعيش فيه زعبلاوي، أكد فكرة العناني في أن المبنى المهجور يبدو الآن وكأنه أرض قاحلة، لا تشغلها إلا أكوام من القمامة. بعبارات Mahfuzian، تعني الإقامة المدمرة المحنة الحالية للإنسان الحديث الذي ترك بدون مأوى، وتركه الله. وكما يقول العناني: "في صورة عالم محفوظ، فإن لعبة شد الحبل بين الإنسان والله هي لعبة مستمرة. لقد هرب الله بسرور، لكن لم يحدث هذا بعد أن سعى إليه الجنون مرة أخرى. إنها علاقة بالحب والكراهية، حيث لا يمكن لأي طرف التخلي عن الآخر.
أورهان باموك - غرابة في ذهني: إنها رواية حضرية تروي قصة حياة وحب بائع متجول في إسطنبول يدعى مولوت كاراتس. الفكرة الأساسية في الرواية، وهي عملية تحول إسطنبول من مدينة راكدة إلى مدينة مزدهرة، تتكشف بالتوازي مع التغيرات التي تحدث في حياة بطل الرواية. تغطي الفترة الزمنية للرواية السنوات بين عامي 1969 و2012. خلال هذه الفترة يشهد بطل الرواية وأقاربه ومعارفه ويحكي التغييرات الاجتماعية والسياسية والثقافية والاقتصادية والبيئية التي تمر بها إسطنبول من وجهات نظر متعددة. يأتي ميفلوت إلى إسطنبول في الثانية عشرة من العمر لمرافقة والده الذي هاجر بالفعل إلى العاصمة من قرية وسط الأناضول. كان الدافع العام للشعب التركي للهجرة الداخلية في تلك الأوقات هو الحصول على العديد من فرص العمل المتاحة في المدينة وكسب المال الذي من شأنه أن يوفر لبقية الأسرة حياة كريمة سواء في بلدة ريفية أو في حي فقير من المدينة. تتضمن الأهداف في البداية الحصول على وظيفة بأجر جيد أو الاستثمار في تجارة مدينة مربحة واعدة من شأنها أن تؤدي إلى ملكية العقارات، والوصول السريع إلى جميع المرافق الاجتماعية مثل التعليم للأطفال. وهكذا، يتبع نفس المسار الذي قام به زملائه العمال المهاجرون، يستقر والد مولوت في حي فقير مقرب يقع بعيدًا جدًا عن وسط المدينة. حتى ينقطع ميفلوت عن التعليم في المدرسة الثانوية، فإن روتينه اليومي يتكون من الذهاب إلى المدرسة خلال النهار ومساعدة والده على بيع البوزا - وهو مشروب تركي تقليدي في الليالي. بعد حلم تسلق السلم الاجتماعي من خلال الحصول على تعليم مناسب ينتهي يقع مولوت في حب فتاة ذات عيون داكنة مذهلة في حفل زفاف، ويقضي ثلاث سنوات في كتابة رسائل حب للفتاة التي تعيش في قرية مجاورة بالقرب من بلده. ومع ذلك، فقد تبين أن هروبه لاحقًا معها فشل بسبب تدخل أقربائه. تدري، Mevlut elopes ليس مع سميحة، صاحبة عيون مثيرة للإعجاب، ولكن أختها الكبرى ريحة. تمنعه طبيعة ميفلوت الساذجة والخجولة والرحمة من رفض زوجته وبالتالي يقبل المصير المفروض عليه، لكن لم يحدث هذا بعد أن سعى إليه الجنون مرة أخرى. إنها علاقة محبة للكراهية " حيث لا يمكن لأي طرف الاستسلام عن الآخر.